# Dipartimento di Guinguinéo
Il dipartimento di Guinguinéo (fr. Département de Guinguinéo) è un dipartimento del Senegal, appartenente alla regione di Kaolack. Il capoluogo è la cittadina di Guinguinéo.
Si trova nella parte nordorientale della regione, lungo il medio corso del fiume Saloum.
Il dipartimento di Guinguinéo comprende 1 comune (il capoluogo Guinguinéo) e 2 arrondissement:
- Mbadakhoune
- Nguelou